# 이해 (조선의 무신)
이해(李荄, 德水李氏13世孫) : 명종(明宗) 21년(1566)∼인조(宣祖) 23년(1645). 조선 중기 무신. 본관은 덕수(德水) 자는 자심(子深)이다. 어모장군행훈련원주부(禦侮將軍行訓鍊院主簿). 증조부는 선교랑 평시서 봉사를 지낸 이백록(李百祿), 조부는 창신교위 증 좌의정 덕연부원군 이정(李貞), 부는 이요신(李堯臣)으로 충무공 이순신(李舜臣)의 조카이자 병사공 이봉(李菶)의 동생이다.

## 생애
선조 25년(1592) 4월에 임진왜란이 일어나자 숙부인 충무공 이순신을 수행하였으며, 왜적을 물리쳐 공을 세웠다. 임진왜란이 끝난 후 선조 36년(1603) 계묘 무과에 급제하였고 선조 38년(1605) 선무원종공신(宣武原從功臣) 2등에 녹훈되었다. 품계는 어모장군(禦侮將軍)에 이르렀으며, 훈련원주부(訓鍊院主簿)를 지냈다. 
배위는 증(贈) 숙인(淑人) 파평윤씨(坡平尹氏), 윤우현(尹佑賢)의 따님이고, 숙인(淑人) 하동정씨(河東鄭氏), 군수 정언겸(鄭彦謙)의 따님으로 두분이다. 인조23년(1645)7월9일, 향년 80세로 별세하였다. 
슬하에 1남1녀가 있으며, 장자는 종6품 선교랑(宣敎郎) 증 통훈대부사복시정(通訓大夫司僕寺正) 월곡(月谷) 이지강(李之綱)으로 백부인 참판공 이희신(李羲臣)의 차남인 이분(李芬)과 함께 충무공행록을 지은 바 있는 있다.
묘는 충남 아산시 음봉면 고룡산12-38 이충무묘소신도비 뒷편 어라산줄기 선영 병사공 이봉(李菶) 묘 뒷 편에 합장으로 모셔져 있다.

## 평가
주부공 이해(李荄)는 형인 병사공 이봉(李菶) 장군과 함께 선조13년(1580) 아버지인 이요신(李堯臣)이 일찍이 세상을 떠나자 충무공 이순신(李舜臣)의 보살핌을 받았다. 선조 25년(1592) 4월에 임진왜란의 발발과 동시에 충무공 이순신(李舜臣)을 수행하였는데 이는 난중일기로 확인 할 수 있다. 
다만 난중일기에는 아들과 조카들의 전투수행 과정을 다룬 내용은 기록하지 않았는데 충무공 이순신(李舜臣)이 전사한 노량해전의 경우 조선왕조실록에 등장하는 이회(李薈), 이예(李䓲), 이완(李莞)의 경우 평소 난중일기에 전투과정 참여 부분을 기록하지 않았지만 실록에 기록되어 있는 바 아들과 조카들은 위기에 처한 조선을 구하기 위하여 전란의 각종 전투 상황에 함께 임무수행 하였음을 추정할 수 있다.
선조 31년(1598) 정유재란이 끝나고 충무공 이순신(李舜臣)의 아들과 조카들 중 선무원종공신에 녹훈(1605) 된 사람은 총 3명으로 충무공 이순신(李舜臣)의 장자인 이회(李薈), 율리공 이요신(李堯臣)의 아들인 이봉(李菶)과 이해(李荄)이다. 특히 율리공 이요신(李堯臣)의 아들인 이봉(李菶)과 이해(李荄)는 전쟁 후 무반으로 관직 생활을 지속 한 것으로 보아 무신으로 능력과 용맹함을 갖추었음을 알 수 있다.

## 가족 관계
- 증조부 : 이백록(李百祿), 선교랑 평시서 봉사
- 증조모 : 초계 변씨(草溪卞氏), 변성(卞誠)의 딸
  - 조부 : 증 좌의정 덕연부원군(德淵府院君) 이정(李貞, 1511~1583)
  - 조모 : 증 정경부인 초계 변씨(草溪卞氏, 1515~1597) - 변수림(卞守琳)의 딸
    - 백부 : 이희신(李羲臣, 1535~1587), 증 병조참판
      - 종형 : 이뢰(李蕾, 1561~1648), 찰방
      - 종형제 : 이분(李芬, 1566~1619), 병조정랑
      - 종제 : 이번(李蕃, 1575~1668), 효릉참봉
      - 종제 : 이완(李莞, 1579~1627), 충신증자헌대부병조판서겸지의금부사행가선대부의주부윤의주진병마첨절제사(忠臣贈資憲大夫兵曹判書兼知義禁府事行嘉善大夫義州府尹義州鎭兵馬僉節制使), 시호 강민(剛愍), 정묘호란 전사

    - 부 : 이요신(李堯臣, 1542~1580), 증 호조참판동의금부사
    - 모 : 증 정부인 청품김씨(清風金氏), 김대신(大頣)의 딸
      - 형 : 이봉(李菶, 1563~1650), 선무원종공신 2등, 경상도병마절도사겸 오위도청부 부총관, 평안도병마절도사, 포도대장, 삼척포첨사
      - 형수 : 정부인(貞夫人) 고령신씨(高靈申氏)
        - 조카 : 이지광(李之光, 1601~1678, 정6품 승의랑)
        - 조카 : 이지연(李之衍, 강민공 이완의 양자로 입적)
        - 조카 : 덕수이씨

      - 본인 : 이해(李荄, 1566~1645), 선무원종공신 2등, 훈련원주부
      - 부인 : 증(贈) 숙인(淑人) 파평윤씨(坡平尹氏), 윤우현(尹佑賢)의 딸
      - 부인 : 숙인(淑人) 하동정씨(河東鄭氏), 군수 정언겸(鄭彦謙)의 딸
        - 장남 : 이지강(李之綱) 종6품 선교랑(宣敎郎) 증 통훈대부사복시정(通訓大夫司僕寺正)
        - 딸 : 덕수이씨

    - 숙부 : 이순신(李舜臣, 1545~1598), 효충장의적의협력선무공신 덕풍부원군(德豐府院君) 증(贈) 좌의정, 가증(加贈) 영의정, 시호 충무(忠武)
      - 종제 : 이회(李薈, 1567~1625) 선무1등공훈, 훈련원 첨정, 증 승정원 좌승지
      - 종제 : 이예(李䓲, 1571~1631) 형조정랑, 증 승정원 좌승지
      - 종제 : 이면(李葂, 1577~1597) 증 이조 참의, 정유재란시 왜군과 교전 중 전사
      - 종제 : 이훈(李薰, 1574~1624) 무과, 증 병조참의, 이괄의 난 진압 중 전사
      - 종제 : 이신(李藎, 미상~1627) 무과, 증 병조참의, 정묘호란시 종형제 이완과 함께 전사

    - 숙부 : 이우신(李禹臣, 미상), 참봉

## 문헌
荄 字子深 1566年明宗丙寅生▶1603年宣祖癸卯武科 禦侮將軍訓鍊院主簿 錄宣武原從功 1645年仁祖乙酉7月9日卒 享年八十▶墓三巨里德淵君墓上中造峰丑坐有表石 配淑人坡平尹氏父佑賢▶无育▶忌9月16日▶墓祔 繼配淑人河東鄭氏 父郡守彦謙祖監察澂直良弼曾孫 外祖靈山辛祿▶忌9月2日▶墓祔